# KV Mechelen
Yellow Red Koninklijke Voetbalclub Mechelen, poznan tudi pod imeni KV Mechelen, KVM in francosko KV Malinois je belgijski nogometni klub iz mesta Mechelen. Ustanovljen je bil leta 1904 in trenutno igra v 1. belgijski nogometni ligi.
Najboljše obdobje je imel Mechelen v 80. letih 20. stoletja, ko je dosegel večino svojih lovorik in uspehov. Iz domačih tekmovanj drži Mechelen 4 naslove državnega prvaka, 6 naslovov prvaka druge lige, 2 naslova prvaka finalnega kroga druge lige, 1 naslov prvaka tretje lige ter en državni pokal. V mednarodnih tekmovanjih pa je Mechelen enkratni prvak Evropskega pokala pokalnih prvakov (1987/88), enkratni prvak Evropskega superpokala (1988), enkratni prvak Pokala Joan Gamper (1989) ter enkratni prvak Amsterdamskega turnirja (1989). Vidnejša uspeha pa sta tudi doseg polfinala Evropskega pokala pokalnih  prvakov v sezoni 1988/89, kjer je bila boljša Sampdoria (2-1, 0-3) ter doseg četrtfinala Evropskega Pokala v sezoni 1989/90, kjer je bil v podaljšku boljši Milan (0-0, 0-2), kateri je pozneje tudi postal prvak.
Domači stadion Mechelena je AFAS-stadion Achter de Kazerne, ki sprejme 18.500 gledalcev. Barve dresov so rdeča, rumena in črna. Nadimki nogometašev pa so The Yellow Reds, Malinois, Malinwa in De Kakkers.

## Rivalstvo
Rival Mechelena je mestni tekmec Racing Mechelen. Po ravni napetosti na tekmah naj bi bil ta derbi drugi, takoj za napetostjo na derbiju med Beerschotom in Royal Antwerpom.